# Marinus Robyn van der Goes
Marinus Robyn van der Goes (Goes?, 1599 – Antwerpen, 1639) was een Vlaamse graveur.
In de jaren 1630-31 was hij samen met Hans Witdoeck leerling van Lucas Vorsterman. Hij werd vrijmeester in het Sint-Lucasgilde in 1632-33. Hij had zelf 3 leerlingen; Alexander Goubauw, Antonius Coolberger en Gaspard Leemans.
Er zijn 18 gravures bekend van Van der Goes waarvan er 4 gebaseerd zijn op scènes van Peter Paul Rubens. Hij maakte ook gravures naar Jacob Jordaens, Adriaen Brouwer, Cornelis Saftleven, Hendrick Martensz. Sorgh en Theodoor van Thulden. Hij ondertekende al zijn gravures met Marinus.